# Rekordy pozemské neživé přírody

## Atmosféra

### Teplota
- nejnižší naměřená teplota – Vostok (Antarktida), teplota – minus 89,2 °C, datum – 21. 7. 1983
- nejnižší průměrná měsíční teplota – Vostok (Antarktida), teplota – minus 72,0 °C
- nejnižší průměrná roční teplota – observatoř Plateau (Antarktida), teplota – minus 56,4 °C
- nejvyšší naměřená teplota – Údolí smrti (Kalifornie), teplota ve stínu – plus 56,7 °C, datum – 10. 7. 1913[1]
- nejvyšší průměrná měsíční teplota – Údolí smrti (Kalifornie), teplota – plus 48,9 °C[2]
- nejvyšší průměrná roční teplota – Dalol (Etiopie), teplota – plus 34,4 stupňů °C
- nejvyšší absolutní výkyv teploty – Ojmjakon (Rusko), výkyv od minus 71,2 do plus 35,0 °C[3]
- nejnižší naměřená teplota v Česku – Litvínovice (okres České Budějovice), teplota – minus 42,2 °C, datum – 11. 2. 1929
- nejvyšší naměřená teplota v Česku – Dobřichovice (okres Praha-západ), teplota – plus 40,4 °C, datum – 20. 8. 2012
- nejnižší průměrná roční teplota v Česku – Sněžka (Krkonoše), teplota – minus 0,4 °C,
- nejvyšší průměrná roční teplota v Česku – Klementinum (Praha), teplota – plus 12,5 °C (v roce 2014 a 2015),

### Srážky
- nejdeštivější místo – Kauai (Havaj), průměrné roční srážky – 12 090 mm
- nejsušší místo – Asuán (Egypt), průměrné roční srážky – 0,5 mm
- nejzasněženější místo – Mount Rainier (Washington), průměrné roční sněhové srážky – 3 110 cm[4]

- nejvyšší srážky za 24 hodin – Réunion (Indický oceán), srážky – 1 870 mm
- nejvyšší srážky za měsíc – Čérápuňdží (Indie), srážky – 9 299 mm, datum – červenec 1861
- nejvyšší srážky za rok – Čérápuňdží (Indie), srážky – 26 461 mm, datum – 1860–1861
- nejprudší déšť – Guadeloupe (Malé Antily), srážky – 38,1 mm za jednu minutu
- nejnižší průměrné roční srážky v Česku – Libědice (okres Chomutov), srážky – 410 mm
- nejvyšší průměrné roční srážky v Česku – U Studánky (Jizerské hory), srážky – 1 705 mm
- nejmenší roční úhrn srážek v Česku – Velké Přítočno (okres Kladno) a Písky (okres Rakovník), úhrn srážek – 247 mm (1993) a (1959)
- nejvyšší roční úhrn srážek v Česku – Kořenov (Jizerské hory), úhrn srážek – 2 202 mm (1926)
- nejvyšší denní úhrn srážek v Česku – Loučná nad Desnou, Švýcárna (Hrubý Jeseník), úhrn srážek – 386 mm  (14. září 2024)
- nejvyšší sněhová pokrývka v Česku – Lysá hora (Beskydy), výška – 491 cm, datum – březen 1911

### Vítr
- nejvyšší naměřená rychlost větru – Mount Washington (Oregon), rychlost – 416 km/h (při povrchu Země)
- nejrychleji rotující tornádo – Bridge Creek (Oklahoma), rychlost větru – 517 km/h, datum – 3. 5. 1999
- nejsilnější tornádo – Tri-State Tornado (Missouri, Illinois, Indiana), dráha – 352 km, trvání – 3,5 hodiny, rychlost – 117 km/h, síla – F5, datum – 18. 3. 1925
- nejsmrtelnější tornádo – Daulatpur – Saturia (Bangladéš), počet mrtvých – 1 300, počet zraněných – 12 000, počet lidí bez domova – 80 000, délka dráhy – 16 km, rozloha zasaženého území – 6 km², datum – 26. 4. 1989
- největší výskyt tornád – Super Outbreak (USA), počet tornád – 148 (7 tornád síly F5, 23 tornád síly F4, 34 tornád síly F3, 32 tornád síly F2, 33 tornád síly F1 a 19 tornád síly F0, datum – 3. – 4. 4. 1974
- nejvyšší naměřená rychlost větru v Česku – Sněžka (Krkonoše), rychlost – 223 km/h, datum – 24. 2. 2020

### Záření
- nejkratší období slunečního svitu – Severní pól, počet slunečních dní – 197

## Pevnina

### Kontinenty
- nejlidnatější světadíl – Asie – 4 522 598 000 obyvatel (2018)
- nejrozlehlejší světadíl – Asie – 43 810 582 km²
- nejvzdálenější místo od moře – Džungarská brána (Kazachstán/Čína), vzdálenost od moře – 2 650 km
- nejsevernější místo pevniny – ostrov Kaffeklubben (Grónsko, Atlantský oceán), souřadnice – 83° 40′ s.š. 29° 50′ z.d.
- nejjižnější místo pevniny – Jižní pól
- nejkratší vzdálenost v Česku od moře – Šluknovský výběžek (okres Děčín), vzdálenost – 290 km
- nejsevernější místo v Česku – u obce Lobendava (okres Děčín), souřadnice – 51° 03′ 22′′ s.š.
- nejjižnější místo v Česku – u obce Vyšší Brod (okres Český Krumlov), souřadnice – 48° 33′ 09′′ s.š.
- nejzápadnější místo v Česku – u obce Krásná (okres Cheb), souřadnice – 12° 05′ 33′′ v.d.
- nejvýchodnější místo v Česku – u obce Bukovec (okres Frýdek-Místek), souřadnice – 18° 51′ 40′′ v.d.

### Jeskyně
- největší jeskynní systém – Mamutí jeskyně (Kentucky), celková délka systému 579 364 m[5]
- nejdelší sádrovcová jeskyně – Optymistyčna (Ukrajina), délka – 214 km
- nejdelší zatopená jeskyně – Nohoch Nah Chich (Mexiko), délka – 61 143 m
- nejdelší solná jeskyně – jeskyně Tří naháčů (Írán), délka – nejméně 6 500 m
- nejdelší stalaktit – jeskyně Cueva de Nerja (Španělsko), délka – 59 m
- nejdelší stalagnát – jeskyně Daji Dong (Čína), délka – 39 m
- nejhlubší jeskyně – Voronija (Gruzie), hloubka – 2 140 (±9) m
- nejhlubší propast – Gouffre de la Pierre St. Martin (Francie), hloubka – 1 174 m
- největší jeskynní komora – Ogle Cave/Jeskyně zamilovaných pohledů (Nové Mexiko), délka – 1 300 m, výška – 100 m, šířka – 200 m
- nejvyšší stalagmit – Krásnohorská jeskyně (Slovenský kras), výška – 32,7 m
- největší ledová jeskyně – Eisriesenwelt (Rakousko), délka prozkoumané části – 42 km
- nejdelší česká jeskyně – Amatérská jeskyně (CHKO Moravský kras), délka – 35 km
- nejdelší česká ledová jeskyně – Ledová jeskyně Naděje (Lužické hory), délka – 30 m
- nejhlubší česká jeskyně – Býčí skála – Rudické propadání (CHKO Moravský kras, hloubka – okolo 200 m
- největší český podzemní dóm – Obří dóm (Rudické propadání, délka – 70 m, šířka – 30 m, výška – 60 m
- nejhlubší česká propast – Hranická propast (Teplice nad Bečvou), hloubka (doposud naměřená) – 442,5 m, odhad 700 m?
- nejdelší český podzemní tok – Punkva (Moravský kras), délka – 10 km

- Seznam nejdelších jeskyní

### Ostrovy
- nejmenší ostrov – Bishop Rock (Atlantský oceán/Velká Británie), celou plochu zabírá maják
- nejodlehlejší ostrov – Velikonoční ostrov (Tichý oceán), vzdálenost od pobřeží kontinentu – 3 300 km (Jižní Amerika)
- největší korálový ostrov – Kiritimati (Kiribati), rozloha – 642 km², rozloha souše – 388 km²
- největší korálový útes – Velký bariérový útes (Austrálie), délka – 2 300 km, šířka – 2 až 150 km
- největší ostrov – Grónsko (Atlantský oceán), rozloha – 2 130 750 km²
- největší souostroví – Malajské souostroví (Malajsie), rozloha – 2 000 000 km²
- největší umělý ostrov – Flevopolder (Nizozemsko), rozloha – 970 km²

- Seznam největších ostrovů

### Pohoří
- nejvyšší hora – Mauna Kea (Havaj), výška – 10 205 m nad Pacifickou deskou
- nejvyšší hora na pevnině – Mount Everest , výška – 8 849 m n. m.
- nejdelší pohoří – Kordillery/Andy (Amerika), délka – 16 000 km
- nejvyšší pohoří – Himálaj (Asie), délka – 2 500 km, šířka – 180 až 350 km, 10 vrcholů přes 8 000 metrů výšky
- nejvýše položený vrchol hory od středu Země – Chimborazo (Ekvádor, Kordillery) – 6 384,4 km od středu Země
- nejvyšší česká hora – Sněžka (Krkonoše), výška – 1 603 m n. m.

- Seznam nejvyšších hor

### Poloostrovy
- nejdelší poloostrov – Kalifornský poloostrov (Mexiko), délka – 1 250 km
- největší poloostrov – Arabský poloostrov (Asie), rozloha – 2 780 000 km²

### Pouště
- největší poušť – Antarktická poušť (Antarktida), 14 200 000 km²

### Sopky
- největší činný kráter – sopka Kilauea (Havaj), průměr – 3,2 km
- největší sopečný výbuch (doložený) – sopka Krakatoa (Indonésie), datum výbuchu 26. srpna 1883
- nejvyšší pevninská sopka – Ojos del Salado (Argentina/Chile), výška – 6 893 m
- nejvyšší sopka – Mauna Kea (Havaj), výška – 10 205 m (6 000 metrů pod hladinou moře)
- nejmladší česká sopka – Komorní hůrka (Františkovy Lázně)

### Útvary
- nejdelší pláž – Cox's Bazar (Bangladéš), délka – 120 km
- nejdelší zlom zemské kůry – San Andreas (Kalifornie), délka 1 050 km
- nejnižší bod pevniny – Mrtvé moře (Izrael/Jordánsko), hloubka – 400 metrů pod hladinou moře
- největší kamenný most – Duhový most (Utah), délka – 94 m, výška 88 m
- největší údolí – Grand Canyon (Arizona), délka – 350 km, max. hloubka – 1 800 m, šířka 200 m až 29 km
- nejvyšší náhorní plošina – Tibetská náhorní plošina (Čína), průměrná nadmořská výška – 4 875 m n. m.
- nejvyšší skalní oblouk – Tushuk Tash (Čína), výška – 400 metrů, rozpětí – 60 m
- nejvyšší zcela svislá stěna – Mount Thor (Baffinův ostrov), výška – 1 250 m
- největší ostrovní hora – Uluru (Austrálie), relativní výška – 335 m, obvod – 9 km
- nejrozsáhlejší travertinové terasy – Pamukkale (Turecko), délka – 2 500 m, průměrná výška – 150 m
- největší impaktní kráter – Vredefort (Jihoafrická republika), rozloha – 30 000 ha[6]
- nejmohutnější český balvan – Dědek (Žihle), výška – 6 m, šířka – 12 m
- nejnižší bod Česka – Labe na hranicích s Německem, nadmořská výška – 115 m (normální stav vody v řečišti)
- nejsilnější místo zemské kůry v Česku – jižní Čechy, tloušťka – 38 km
- největší česká pánev – Třeboňská pánev, rozloha – 1 360 km²
- největší český kamenný most (skalní oblouk) – Pravčická brána (České Švýcarsko), výška – 16 m, šířka – 26,5 m
- největší český viklan – Husova kazatelna (Petrovice), výška – 2 m, šířka – 3 m, délka – 1,8 m[7]
- největší český bludný balvan – Kunčice (Ostrava), původ – Skandinávie, hmotnost – 16,5 t
- nejrozlehlejší skalní město – Adršpašsko-teplické skály, rozloha – 17,72 km²

## Vodstvo

### Fjordy
- nejdelší fjord – Nordvestfjord (Grónsko), délka – 313 km
- nejhlubší fjord – Vanderfjord (Antarktida), hloubka – 2 287 m

### Gejzíry
- největší soustředění termálních pramenů – Island, počet pramenů – 7 000 (v 800 geotermálních oblastech)
- nejmohutnější gejzír – Waimangu (Nový Zéland), výška – 300 až 400 m
- nejteplejší český minerální pramen – Vřídlo (Karlovy Vary), teplota – plus 72,0 °C

### Jezera
- nejhlubší jezero – Bajkal (Rusko), hloubka – 1 637 m
- největší jezero – Kaspické moře (Evropa/Asie), rozloha – 371 000 km²
- největší sladkovodní jezero – Hořejší jezero (Kanada/USA), rozloha – 84 214 km²
- největší soustředění jezer – Finská jezerní plošina (Finsko), přes 60 000 jezer
- nejvýše položené splavné jezero – Titicaca (Peru/Bolívie) rozloha – 6 900 až 8 288 km², nadmořská výška – 3 810 m
- nejmladší české jezero – Odlezelské jezero (Odlezly/Plzeň-sever), datum vzniku – z noci 25. na 26. května 1872
- nejhlubší české jezero – Černé jezero (Šumava), hloubka – 39,8 m
- největší české jezero – Černé jezero (Šumava), rozloha – 18,4 ha
- nejvýše položené české jezero – Laka (Šumava), nadmořská výška – 1 096 m (v Úpském rašeliništi jsou malá nepojmenovaná jezera i ve výšce 1 430 m n. m.)
- největší rašelinové jezero – jezírko na Chalupské slati (Svinná Lada), rozloha – 1,3 ha

- Seznam největších jezer

### Ledovce
- nejdelší vysokohorský ledovec – Beringův ledovec (Aljaška), délka – 170 km
- největší plocha kontinentálního ledu – Antarktida, rozloha – 13 802 000 km², objem – 24 900 000 km³

### Moře
- nejmenší oceán – Severní ledový oceán, rozloha – 13 100 000 km²
- největší moře – Filipínské moře (Tichý oceán), rozloha – 5 726 000 km²
- největší oceán – Tichý oceán, rozloha – 179 679 000 km²

### Průlivy
- nejdelší průliv – Mosambický průliv (Indický oceán), délka – 1 760 km, šířka – 422 až 925 km
- nejširší průliv – Drakeův průliv (Tichý oceán/Atlantský oceán), šířka – 1 100 km
- nejužší průliv – Bospor (Turecko), minimální šířka – 660 m

### Řeky
- nejdelší řeka – Amazonka (Jižní Amerika), délka – 7 062 km
- nejkratší řeka – Roe River (Montana), délka – 61 m
- nejmohutnější řeka – Amazonka (Jižní Amerika), rozloha – 6 915 000 km², průtok – 219 000 m³/s
- největší povodí – Amazonka (Jižní Amerika), rozloha – 7 050 000 km²
- nejdéle zamrzající řeka – Lena (Rusko), počet dní ledového příkrovu – 203
- nejdelší česká řeka – Vltava (Čechy), délka – 430 km
- nejvodnatější česká řeka – Labe (Čechy), průtok – 308 m³/s (Hřensko)
- největší české povodí – Labe (Čechy), rozloha – 49 933 km²
- největší spád české řeky – Labe (Čechy), spád – 1 269 m (pramen ve výšce 1 384 m n. m.)

- Seznam nejdelších řek

### Úkazy
- největší hloubka v oceánu – Marianský příkop (Tichý oceán), hloubka pod hladinou moře – 10 924 m (přibližně 6 370 km od středu Země)
- hloubka nejblíže ke středu Země – Polární hlubokomořská planina (Severní ledový oceán) – 5 449 m pod hladinou moře, přibližně 6 353 km od středu Země

### Útesy
- nejvyšší mořský útes – Milfordský záliv (Nový Zéland), výška – 1 584 m

### Vodopády
- největší vodopádový systém – Iguaçu (Brazílie/Argentina), šíře – 4 km, výška – 72 m, počet oddělených ramen – 275
- nejvyšší průtok vodopádu – Livingstonovy vodopády (Demokratická republika Kongo, průtok – 35 110 m³/s
- nejvyšší vodopád – Tugela (Jihoafrická republika), výška – 983 m
- nejvyšší český vodopád – Pančavský vodopád (Krkonoše), výška – 148 m

### Zálivy
- největší laguna – Laguna Patos (Brazílie), rozloha – 10 145 km²
- největší záliv – Bengálský záliv (Indický oceán), rozloha 2 172 000 km²